# Naomi Beckwith
Naomi Beckwith (* 1976 in Chicago) ist eine US-amerikanische Kuratorin. Sie ist stellvertretende Direktorin und Chefkuratorin des Solomon R. Guggenheim Museums in New York City. Im Jahr 2024 wurde sie zur künstlerischen Leiterin der documenta 16 ernannt.

## Leben und Bildung
Naomi Beckwith wurde in Chicago geboren, wuchs in Hyde Park, Chicago auf und besuchte die Lincoln Park High School. Anschließend erwarb sie einen Bachelor-Abschluss in Geschichte an der Northwestern University in Evanston, Illinois. Sie erhielt Stipendien am Independent Study Program des Whitney Museum of American Art, dem Institute of Contemporary Art in Philadelphia, dem Center for Curatorial Leadership und anderen Institutionen. Beckwith hat einen Abschluss mit Auszeichnung vom Courtauld Institute of Art in London.
Beckwith war Kuratorin am Museum of Contemporary Art in Chicago. Davor war sie am Studio Museum in Harlem tätig.

## Ausstellung documenta 16
Die Findungskommission, bestehend aus Yilmaz Dziewior, Sergio Edelsztein, N'Goné Fall, Gridthiya Gaweewong, Mami Kataoka und Yasmil Raymond, ernannte Beckwith zur künstlerischen Leiterin der documenta 16. Yilmaz Dziewior sprach von einer nicht einfachen Entscheidung: „Unsere Diskussionen spiegelten die Komplexität und Verflechtung der aktuellen Situation der documenta wider. Wir sind von Naomi Beckwiths Expertise und internationaler kuratorischer Erfahrung überzeugt.“ Das Konzept der US-Kuratorin „widme sich künstlerischen Praktiken, die uns Werkzeuge an die Hand geben, um gemeinsam über mögliche Zukünfte nachzudenken.“